# Mitella japonica
Mitella japonica är en stenbräckeväxtart som beskrevs av Carl Maximowicz. Mitella japonica ingår i släktet Mitella och familjen stenbräckeväxter. Inga underarter finns listade i Catalogue of Life.